# Exploration Flight Test 1
Exploration Flight Test 1 – bezzałogowa misja kosmiczna przeprowadzona przez NASA. Celem misji był test pojazdu kosmicznego Orion (dokładnie test awioniki, oprogramowania, zabezpieczenia przed promieniowaniem, urządzeń zabezpieczających  wodowanie, urządzeń do odnajdywania kapsuły, osłony termicznej i systemu spadochronowego w module dowodzenia). Pojazd zamontowany był do stopnia DCSS rakiety Delta IV Heavy i wykorzystywał baterie tego stopnia zamiast ogniw fotowoltaicznych (nie były zamontowane). Wyniki tej misji były istotne dla kolejnego lotu Oriona w 2022 roku, o nazwie Artemis 1, podczas którego została użyta rakieta SLS.
Orion EFT-1 wyprodukowany został przez firmę Lockheed Martin w zakładach ulokowanych w Nowym Orleanie (Luizjana, USA). 22 lipca 2012 został ukończony i przetransportowany do Centrum Kosmicznego im. JFK na przylądku Canaveral, gdzie został zintegrowany z rakietą nośną.

## Przebieg testu
Kapsuła wystartowała z kosmodromu Cape Canaveral Air Force Station 5 grudnia 2014 o godzinie 12:05 UTC. Orion dwa razy okrążył Ziemię, dwukrotnie przechodząc pasy radiacyjne Van Allena. Próba zakończyła się wodowaniem na Pacyfiku około 4,5 godziny później. Kapsuła weszła w atmosferę z prędkością ponad 32 000 km/h, a temperatura powierzchni statku wzrosła do 2200 °C. Końcowy etap to opadanie na trzech spadochronach, które zredukowały prędkość przed wodowaniem do około 9 m/s. Pojazd wodował 1000 km na południowy zachód od San Diego, około dwa km od planowego miejsca. Pojazd 8 grudnia 2014 dotarł do bazy morskiej w San Diego. Lot był próbnym lotem bezzałogowym. Docelowo jest przeznaczony do lotów załogowych. W planach jest odwiedzenie do roku 2025 asteroidy, a celem końcowym jest podróż na Marsa. Firma Lockheed Martin buduje kolejny statek. Celem kolejnej misji będzie bezzałogowy lot wokół Księżyca (Exploration Mission-1). Zostały sprawdzone podstawowe założenia konstrukcyjne pojazdu. Kluczową technologią, jaka była testowana, jest osłona termiczna. Statek podczas próby oddalił się o około 5800 km od Ziemi. Na pokładzie był balast z aluminiowych płyt, kamery i 1200 czujników. W testowy lot kapsuła wyruszyła na pokładzie rakiety Delta IV Heavy (trzy silniki RS-68), która zwykle służy do wynoszenia amerykańskich satelitów szpiegowskich. Rakieta Space Launch System jest w zaawansowanym etapie budowy.